# Saillans (Gironde)
Pour les articles homonymes, voir Saillans.
Saillans est une commune du Sud-Ouest de la France située dans le département de la Gironde, en région Nouvelle-Aquitaine.

## Géographie

### Localisation
Commune située sur l'Isle près de Libourne et de Galgon dans la grande périphérie de Bordeaux.

### Communes limitrophes
Les communes limitrophes en sont Galgon au nord, Les Billaux à l'est, Libourne au sud-est, Fronsac au sud, Saint-Aignan au sud-ouest et Villegouge à l'ouest.
|              | Galgon   |             |
| Villegouge   | Saillans | Les Billaux |
| Saint-Aignan | Fronsac  | Libourne    |

### Climat
Pour des articles plus généraux, voir Climat de la Nouvelle-Aquitaine et Climat de la Gironde.
Historiquement, la commune est exposée à un climat océanique aquitain.  
En 2020, Météo-France publie une typologie des climats de la France métropolitaine dans laquelle la commune est exposée à un climat océanique et est dans la région climatique  Aquitaine, Gascogne, caractérisée par une pluviométrie abondante au printemps, modérée en automne, un faible ensoleillement au printemps, un été chaud (19,5 °C), des vents faibles, des brouillards fréquents en automne et en hiver et des orages fréquents en été (15 à 20 jours).
Pour la période 1971-2000, la température annuelle moyenne est de 12,6 °C, avec une amplitude thermique annuelle de 14,9 °C. Le cumul annuel moyen de précipitations est de 875 mm, avec 11,7 jours de précipitations en janvier et 6,7 jours en juillet. Pour la période 1991-2020, la température moyenne annuelle observée sur la station météorologique la plus proche, située sur la commune de Saint-Émilion à 12 km à vol d'oiseau, est de 13,9 °C et le cumul annuel moyen de précipitations est de 798,1 mm,. Pour l'avenir, les paramètres climatiques de la commune estimés pour 2050 selon différents scénarios d'émission de gaz à effet de serre sont consultables sur un site dédié publié par Météo-France en novembre 2022.

## Urbanisme

### Typologie
Au 1er janvier 2024, Saillans est catégorisée commune rurale à habitat dispersé, selon la nouvelle grille communale de densité à sept niveaux définie par l'Insee en 2022.
Elle est située hors unité urbaine. Par ailleurs la commune fait partie de l'aire d'attraction de Libourne, dont elle est une commune de la couronne,. Cette aire, qui regroupe 24 communes, est catégorisée dans les aires de 50 000 à moins de 200 000 habitants,.

### Occupation des sols

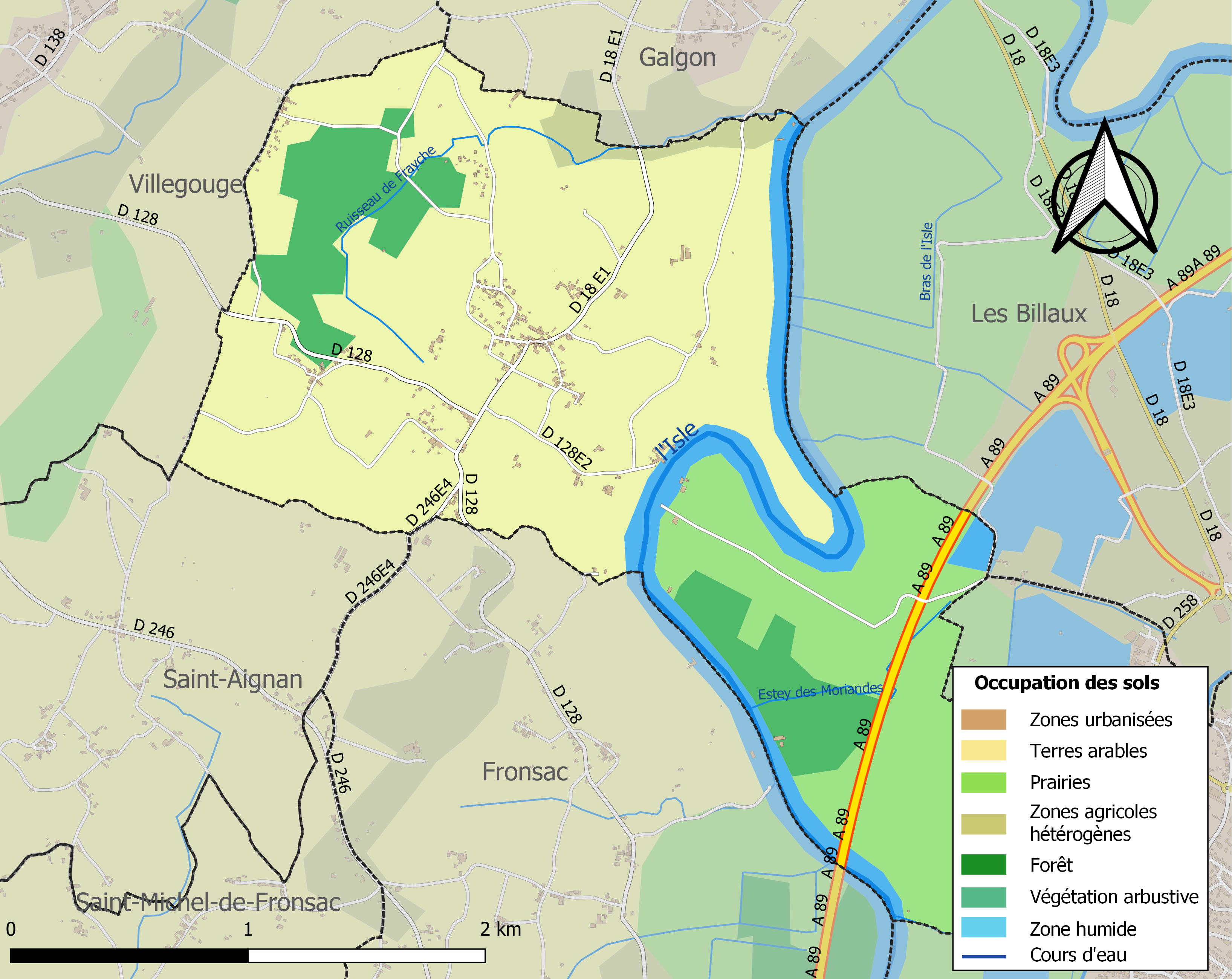
Carte des infrastructures et de l'occupation des sols de la commune en 2018 (CLC).

L'occupation des sols de la commune, telle qu'elle ressort de la base de données européenne d’occupation biophysique des sols Corine Land Cover (CLC), est marquée par l'importance des territoires agricoles (79,7 % en 2018), en diminution par rapport à 1990 (86,3 %). La répartition détaillée en 2018 est la suivante : 
cultures permanentes (56,4 %), prairies (21,4 %), forêts (11 %), eaux continentales (9,2 %), zones agricoles hétérogènes (1,9 %). L'évolution de l’occupation des sols de la commune et de ses infrastructures peut être observée sur les différentes représentations cartographiques du territoire : la carte de Cassini (XVIIIe siècle), la carte d'état-major (1820-1866) et les cartes ou photos aériennes de l'IGN pour la période actuelle (1950 à aujourd'hui).

### Risques majeurs
Le territoire de la commune de Saillans est vulnérable à différents aléas naturels : météorologiques (tempête, orage, neige, grand froid, canicule ou sécheresse), inondations et séisme (sismicité faible). Il est également exposé à un risque technologique, la rupture d'un barrage. Un site publié par le BRGM permet d'évaluer simplement et rapidement les risques d'un bien localisé soit par son adresse soit par le numéro de sa parcelle.

#### Risques naturels
Certaines parties du territoire communal sont susceptibles d’être affectées par le risque d’inondation par débordement de cours d'eau, notamment l'Isle. La commune a été reconnue en état de catastrophe naturelle au titre des dommages causés par les inondations et coulées de boue survenues en 1982, 1983, 1989, 1999, 2008, 2009 et 2021,.

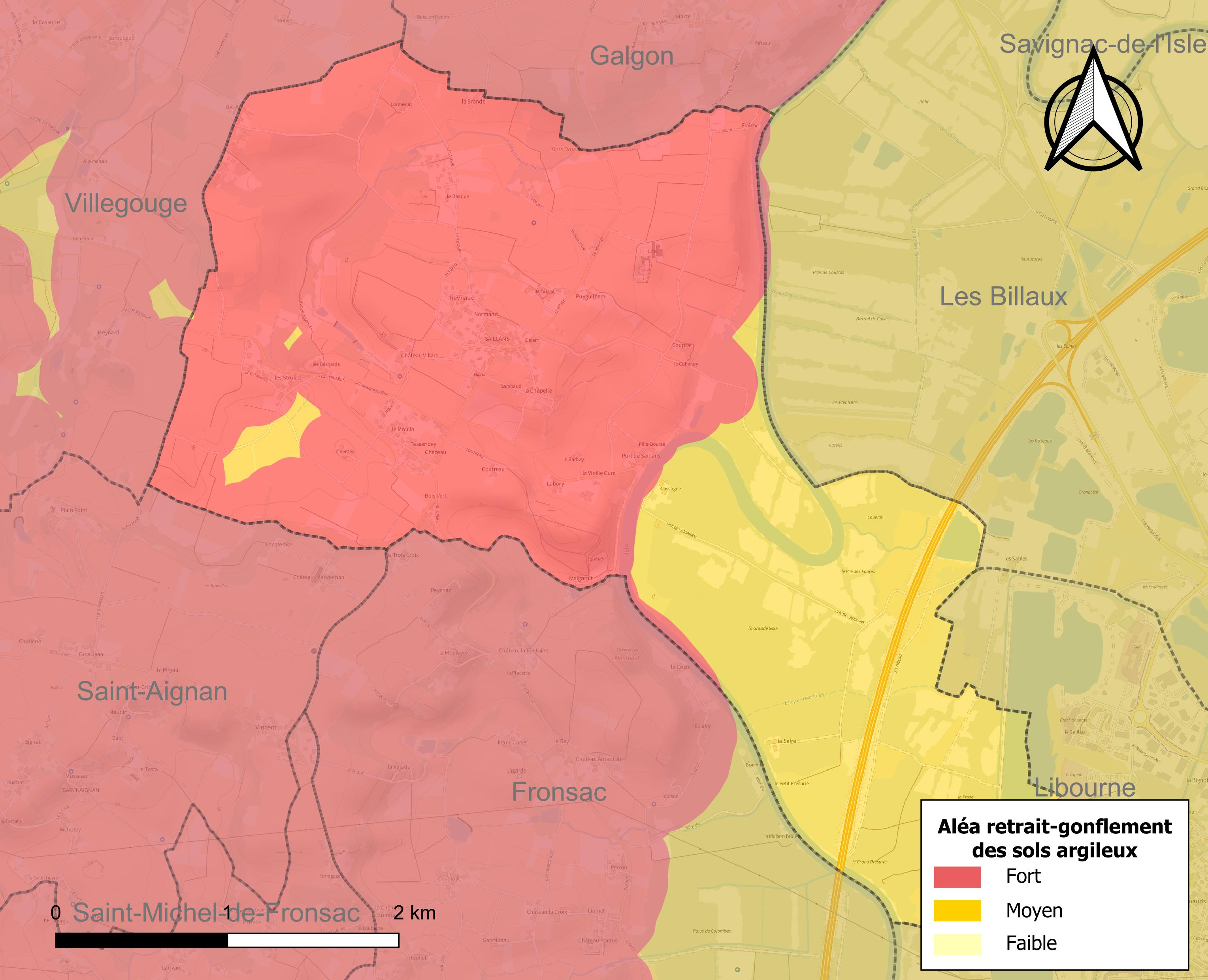
Carte des zones d'aléa retrait-gonflement des sols argileux de Saillans.

Le retrait-gonflement des sols argileux est susceptible d'engendrer des dommages importants aux bâtiments en cas d’alternance de périodes de sécheresse et de pluie. La totalité de la commune est en aléa moyen ou fort (67,4 % au niveau départemental et 48,5 % au niveau national). Sur les 192 bâtiments dénombrés sur la commune en 2019,  192 sont en aléa moyen ou fort, soit 100 %, à comparer aux 84 % au niveau départemental et 54 % au niveau national. Une cartographie de l'exposition du territoire national au retrait gonflement des sols argileux est disponible sur le site du BRGM,.
Concernant les mouvements de terrains, la commune a été reconnue en état de catastrophe naturelle au titre des dommages causés par la sécheresse en 2003 et par des mouvements de terrain en 1999.

#### Risques technologiques
La commune est en outre située en aval du  barrage de Bort-les-Orgues, un ouvrage sur la Dordogne de classe A soumis à PPI, disposant d'une retenue de 477 millions de mètres cubes. À ce titre elle est susceptible d’être touchée par l’onde de submersion consécutive à la rupture de cet ouvrage.

## Toponymie
Le nom de la commune a la même origine que le mot français saillant qui désigne une « saillie », un lieu en « hauteur ».
Ses habitants sont appelés les Saillanais.

## Histoire
Le lieu abrite, en 1398, l’église Sanctus Severinus de Selhans qui est totalement détruite en 1672.
À la Révolution, la paroisse Saint-Seurin de Saillans forme la commune de Saillans.

## Politique et administration

### Liste des maires
| Période                                  | Période  | Identité              | Étiquette | Qualité       |
| ---------------------------------------- | -------- | --------------------- | --------- | ------------- |
| Les données manquantes sont à compléter. |          |                       |           |               |
|                                          |          | …                     |           |               |
|                                          | 1854     | Jean Baptiste Crabit  |           |               |
| 1854                                     | 1865     | Jean Adrien Puchaud   |           |               |
| 1865                                     | 1885     | Alphonse Crabit       |           |               |
| 1886                                     | 1887     | Louis Landreau        |           |               |
| 1888                                     | 1905     | Jean Dehaut           |           |               |
| 1905                                     | 1907     | Vincent Jean Olier    |           |               |
| 1907                                     | 1919     | Edmond Olier          |           |               |
| 1919                                     | 1965     | Rémy Barraud          |           |               |
| 1965                                     | 1977     | Roger Arnaudin        |           |               |
| 1977                                     | 1989     | Michel Rullier        |           |               |
| 1989                                     | 2008     | Jean Tillet           |           |               |
| mars 2008                                | En cours | Martine Tillet-Faurie | SE        | Fonctionnaire |

### Jumelages
Saillans, département de la Drôme (France) depuis le 23 novembre 2011.

## Démographie
L'évolution du nombre d'habitants est connue à travers les recensements de la population effectués dans la commune depuis 1793. Pour les communes de moins de 10 000 habitants, une enquête de recensement portant sur toute la population est réalisée tous les cinq ans, les populations de référence des années intermédiaires étant quant à elles estimées par interpolation ou extrapolation. Pour la commune, le premier recensement exhaustif entrant dans le cadre du nouveau dispositif a été réalisé en 2005.

En 2022, la commune comptait 368 habitants, en évolution de −7,77 % par rapport à 2016 (Gironde : +6,91 %, France hors Mayotte : +2,11 %).
| 1793 | 1800 | 1806 | 1821 | 1831 | 1836 | 1841 | 1846 | 1851 |
| ---- | ---- | ---- | ---- | ---- | ---- | ---- | ---- | ---- |
| 485  | 480  | 513  | 456  | 460  | 476  | 436  | 469  | 444  |

| 1856 | 1861 | 1866 | 1872 | 1876 | 1881 | 1886 | 1891 | 1896 |
| ---- | ---- | ---- | ---- | ---- | ---- | ---- | ---- | ---- |
| 421  | 461  | 468  | 456  | 430  | 423  | 465  | 418  | 400  |

| 1901 | 1906 | 1911 | 1921 | 1926 | 1931 | 1936 | 1946 | 1954 |
| ---- | ---- | ---- | ---- | ---- | ---- | ---- | ---- | ---- |
| 439  | 424  | 408  | 398  | 372  | 349  | 403  | 372  | 373  |

| 1962 | 1968 | 1975 | 1982 | 1990 | 1999 | 2005 | 2006 | 2010 |
| ---- | ---- | ---- | ---- | ---- | ---- | ---- | ---- | ---- |
| 370  | 390  | 348  | 422  | 407  | 362  | 403  | 404  | 375  |

| 2015 | 2020 | 2022 | - | - | - | - | - | - |
| ---- | ---- | ---- | - | - | - | - | - | - |
| 396  | 376  | 368  | - | - | - | - | - | - |

## Économie
Productions viticoles en appellations fronsac et bordeaux-supérieur.

## Culture locale et patrimoine

### Lieux et monuments
|  |

|  |

|  |

| - L'autel N.D. - L'autel majeur |

- L'église Saint-Seurin, qui date du XIVe siècle. L'abside est inscrite à l’inventaire des Monuments historiques depuis 1925[29].

L’église Saint-Seurin était, à l’origine une chapelle à patronage laïque dont on ne connait pas la date de construction, cédée par le seigneur Arnaud de Carle lorsque l’ancienne église, située près du port de Saillans, est tombée en ruine.
Rebâtie au XVIIe siècle, l’église actuelle a conservé un portail à voussures datant du XIVe siècle.
Extérieur : La partie basse de la façade est romane. Le portail a quatre voussures an arc brisé qui sont supportées par un jeu de minces colonnettes moulurées à la base et au sommet.
Le portail est encadré par deux petits contreforts à talus où sont incrustées des plaques à décor gothique. Le tout est dominé par une corniche moulurée.
La partie supérieure de la façade, datant du XVIIe siècle, présente un haut mur surmonté de deux baies à cloches qui encadre un mouvement de lignes courbes sur les côtés et le sommet.
Mur Sud : retour du contrefort et de la corniche, deux petits contreforts plats entre trois baies romanes sans ornement.
Mur Nord : mur rond des fonts baptismaux, avec deux baies simples encadrant un petit contrefort.
L’Abside : énorme contrefort à large base moulurée, deux baies simples et trois contreforts inégaux et une sacristie.
Intérieur
Porche : plafond plat plâtré, avec un arc en plein cintre sur piliers soutenant la tribune.
Nef : voûte, de faux joints, limité par une corniche, ouvrant sur le bas côté par trois arcs en plein cintre, les deux derniers arcs étant très grands.
Fonts baptismaux en cul de four sur corniche, ouverture très soignée avec un arc brisé orné de rectangles sculptés et montés sur colonnes et encadrés de pilastres. Retable de l’autel du bas côté en bois et plâtre dorés.
Chœur : l’arc triomphal en plein cintre sur piliers surmonte un arc brisé mal ajusté qui retombe sur des colonnes aux chapiteaux feuillus prolongés pas une corniche tout autour du chœur.
Les vitraux
Les vitraux sont l’œuvre de Dagrant et de Lieuzere, maîtres-verriers bordelais, et datent de la deuxième moitié du XIXe siècle. Les représentations sont : 
Le sanctuaire : le Sacré-Cœur et saint Seurin ;
La nef : saint Benoît Labre, le mendiant de Dieu ; le curé d'Ars et  Jeanne d'Arc en guerrière  ;
Le bas-côté nord : Notre-Dame de La Salette et sainte Jeanne d'Arc en bergère.
| - Sacré-Cœur - Saint Seurin |

| - N.D. de La Salette - Jeanne d'Arc,bergère |

| - St Benoît Labre - St Jeanne d'Arc - St Jean Marie Vianney |

Mobilier
| - Bénitier (Brutails circa 1890) - Chaire - Confessionnal |

- Bénitier de pierre sculptée. Il porte une tête de mort.
- Chaire à prêcher, à figures sculptées.
- Un confessionnal traditionnel.

| - La croix de cimetière |

- Vierge à l’Enfant

La statue, en albâtre, vient d'Angleterre et date du XVe siècle. Elle est classée à titre d'objet au Monuments historiques depuis 1951. Très probablement la statue était dans la première église de Saillans se situant près du port. Avec la destruction de cette église la statue se trouvait alors dans les jardins du presbytère. Assez dégradée, cette sculpture a fait l’objet d’une restauration. Elle est ensuite placée dans l’église.
Cette Vierge à l’enfant trouve ici une belle incarnation polychromique. Elle repose sur un socle en pierre décoré d’une croix grecque.
Marie tient de sa main droite le Christ tandis que, de sa main gauche, elle tient une rose, fleur royale et emblème de la vierge Marie. Il s’agit de son attribut selon l’iconographie religieuse traditionnelle.
- Croix de cimetière du XVIe siècle, classée au titre des monuments historiques depuis 1907[31].
- Château de Carles du XVIe siècle, inscrit au titre des monuments historiques depuis 1991[32].
- Château Barbey et château Labory, famille Trocard depuis 1628.

### Héraldique
| Armes de Saillans | Les armes de Saillans blasonnent ainsi : De sinople à une croix hosannière d'or soutenue d'une rivière ondée d'argent mouvant de la pointe, mantelée d'azur, accostée de deux grappes de raisin de gueules tigées et vrillées de sable, celle de dextre posée en bande et celle de senestre posée en barre, et surmontée de la façade de l'église du lieu d'or maçonnée de sable, ouverte et ajourée du champ. |